# 劉大受 (萬曆癸丑進士)
劉大受（？—1630年），號貞白，湖广郧阳府房縣民籍江西泰和县人。

## 生平
万历三十七年（1609年）己酉科湖广乡试举人，四十一年（1613年）癸丑科進士，礼部觀政，授中书舍人，四十七年考选，四十八年官河南道監察御史，上建儲、封藩諸疏，皆人所不敢言者。天啓元年巡按河南，再差河東巡盐，三年閏十月巡按淮揚，天啓三年八月为左副都御史赵南星疏议蔑旨市恩，夺俸三月。四年九月刘大受告发两淮巡盐御史崔呈秀贪秽，崔寻为左都御史高攀龙弹劾。六年四月，为左都御史周应秋弹劾出巡交代违限六个月，被削籍为民。崇祯帝继位，起复原职，崇禎元年九月，升太僕寺少卿添註，三年卒。

## 家族
曾祖劉彬。祖父劉宣化，廪生。父劉遂，训导。兄刘大观、子刘之益、孫劉應環，咸列缙绅。